# (23156) 2000 DM3
(23156) 2000 DM3 est un astéroïde de la ceinture principale d'astéroïdes découvert en 2000.

## Description
(23156) 2000 DM3 a été découvert le 28 février 2000 à Višnjan, une municipalité située dans le comitat d'Istrie en Croatie, par Korado Korlević et Mario Jurić.

### Caractéristiques orbitales
L'orbite de cet astéroïde est caractérisée par un demi-grand axe de 2,19 UA, un périhélie de 1,93 UA, une excentricité de 0,12 et une inclinaison de 5,17° par rapport à l'écliptique. Du fait de ces caractéristiques, à savoir un demi-grand axe compris entre 2 et 3,2 UA et un périhélie supérieur à 1,666 UA, il est classé, selon la JPL Small-Body Database, comme objet de la ceinture principale d'astéroïdes.

### Caractéristiques physiques
(23156) 2000 DM3 a une magnitude absolue (H) de 15,5 et un albédo estimé à 0,206.